# Новогвинейский водный питон
Новогвинейский водный питон (лат. Simalia boeleni) — крайне редкий вид питонов. К 1988 году было известно всего несколько экземпляров из западной части Новой Гвинеи. Обнаруживались в горах до высоты 2000 м.